# America Has a Problem
America Has a Problem – utwór muzyczny amerykańskiej piosenkarki i autorki tekstów Beyoncé, który został nagrany w ramach siódmego albumu studyjnego piosenkarki – Renaissance; i jest jego trzecim singlem promocyjnym.

## Wydanie
29 lipca 2022 miała miejsce premiera siódmego albumu studyjnego Beyoncé pt. Renaissance. Na krążku znalazł się utwór „America Has a Problem”, którego autorami są: Beyoncé Knowles, Terius Nash, Shawn Carter, Mike Dean, Andrell D. Rogers oraz Tino Santron McIntosh. Singiel definiowana jest muzycznie jako utwór Electro z elementami Miami bass. Utwór jest samplem piosenki „Cocaine” autorstwa Andrell D. Rogers oraz Tiny Santron Macintosh. 19 maja 2023 została opublikowana druga wersja utworu, na którym gościnie zaśpiewał amerykański rapper Kendrick Lamar, który stworzył rapową zwrotkę na potrzeby piosenki. Tego samego dnia utwór trafił do wytwórni radiowych jako trzeci singiel promocyjny albumu Renaissance.

## Odbiór

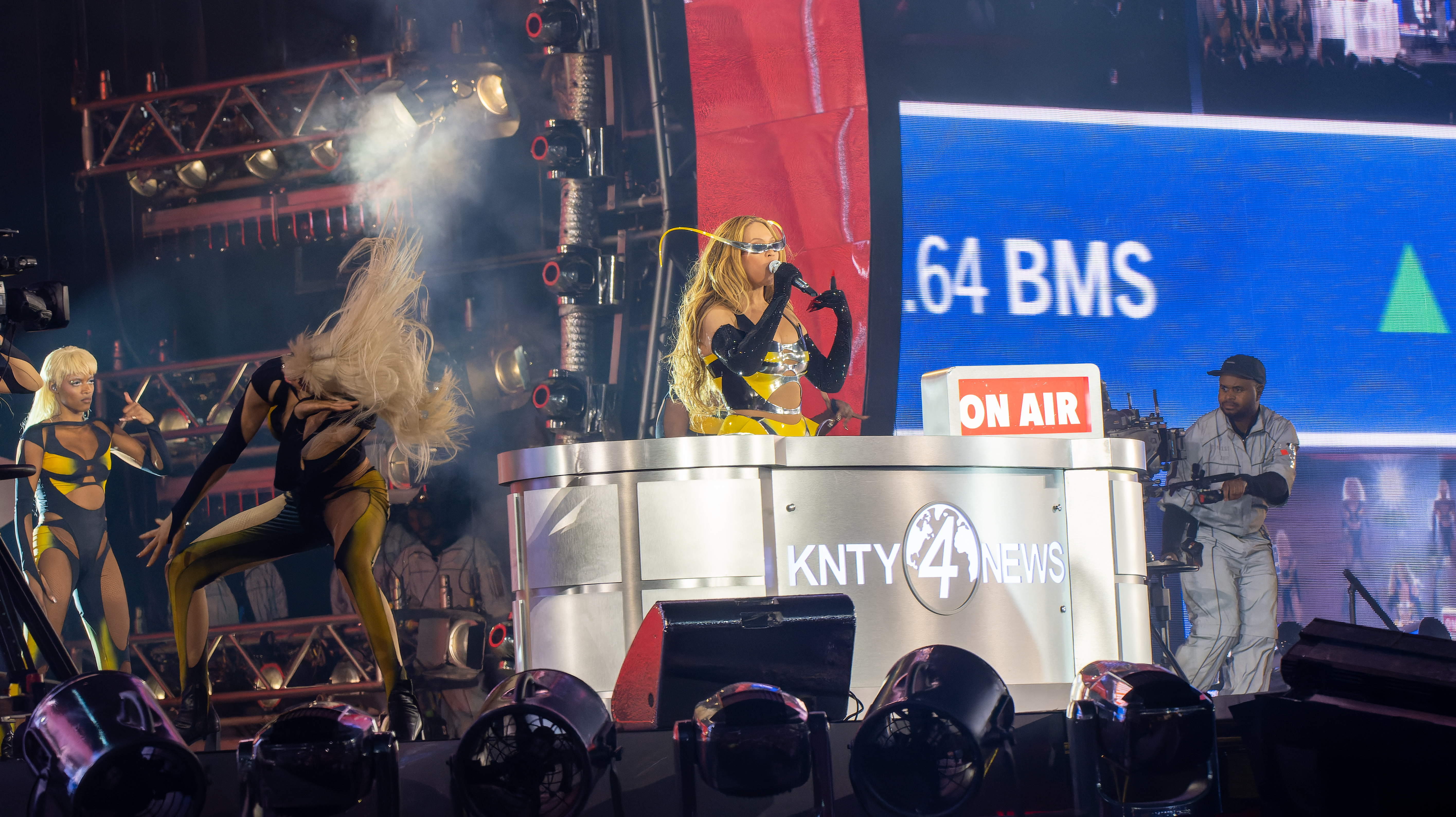
Beyoncé wykonująca piosenkę „America Has a Problem” podczas Renaissance World Tour

Melissa Ruggieri z USA Today nazwała „America Has a Problem” najbardziej intrygująco zatytułowaną piosenką w Renaissance i pochwaliła Beyoncé za „wdzieranie się w płynny rap wciśnięty między niebiański refren”. Magazyn Billboard umieścił piosenkę na 12. miejscu w zestawieniu utworów z albumu, jednocześnie twierdząc, że „to ambitna piosenka, która z każdym przesłuchaniem odkrywa nowe korzyści”. Will Dukes z Rolling Stone pochwaliła akordy oraz instrumenty w utworze. Wersja utworu z udziałem Kendricka Lamara zajęła 17. miejsce w zestawieniu najlepszych piosenek 2023 roku według magazynu Billboard.  
W pierwszym tygodniu od wydania piosenka zajęła 69. miejsce na liście Billboard 100 oraz pojawiła się na listach przebojów w: Kanadzie, Irlandii, Portugalii oraz Wielkiej Brytanii. Druga wersja utworu z udziałem Kendricka Lamara odniosła większy sukces komercyjny, zajmując 38. miejsce na liście Billboard 100. Dodatkowo znalazł on się na liście najczęściej słuchanych utworów globalnie na Spotify, zajmując 43. miejsce na liście Top 50 Global.

## Notowania

### Wersja albumowa
| Lista przebojów (2022)              | Najwyższa pozycja |
| ----------------------------------- | ----------------- |
| Irlandia (Singles Chart)            | 15                |
| Kanada (Billboard Canadian Hot 100) | 100               |
| Portugalia (AFP)                    | 103               |
| Stany Zjednoczone (Hot 100)         | 37                |
| Szwajcaria (Singles Top 100)        | 96                |
| Szwecja (Sverigetopplistan)         | 25                |
| Wielka Brytania (UK Singles Chart)  | 22                |

### Wersja z 19 maja 2023
| Lista przebojów (2022)              | Najwyższa pozycja |
| ----------------------------------- | ----------------- |
| Australia (Top 50 Singles)          | 32                |
| Kanada (Billboard Canadian Hot 100) | 11                |
| Grecja (IFPI)                       | 3                 |
| Litwa (Singlų Top 100)              | 37                |
| Nowa Zelandia (Recorded Music NZ)   | 33                |
| Stany Zjednoczone (Hot 100)         | 49                |